# William Hurt
William McChord Hurt, ameriški filmski in televizijski igralec, * 20. marec 1950 Washington D.C., ZDA † 13. marec 2022 Portland, Oregon, ZDA.
Znan je po njegovih vlogah v filmih Otroci manjšega boga, Dobri pastir, Zgodovina nasilja in Poljub ženske pajka. Za svojo vlogo v filmu Poljub ženske pajka je Hurt leta 1986 osvojil oskarja. 
Kot general Thunderbolt Ross je igral v filmih Neverjetni Hulk, Stotnik Amerika: Državljanska vojna, Maščevalci: Brezmejna vojna in Maščevalci: Zaključek. 
Leta 2022 je umrl zaradi raka na prostati.